# Tratado de Puno
El Tratado de Puno, firmado en la ciudad homónima el 7 de junio de 1842, fue un acuerdo de paz entre las repúblicas sudamericanas de Bolivia y Perú, teniendo como observador a Ventura Lavalle de Chile. El Tratado no resolvió el conflicto limítrofe entre ambos países. 
El tratado de Puno reafirmó la soberanía de ambos países como Estado-nación separados y puso fin a los intentos de crear una sola entidad posterior a la disolución de la Confederación Perú-Boliviana, el documento logró poner fin a la guerra peruano-boliviana de 1841
La retirada peruana en territorio boliviano prosiguió con la retirada de tropas bolivianas del sur del Perú, se firmó el Tratado de Puno el 7 de junio de 1842, donde Bolivia perdió definitivamente sus pretensiones sobre estos territorios y posteriormente el Tratado de Paz y Comercio de 1847.
El reconocimiento oficial del tratado por ambos no significó el restablecimiento de las relaciones diplomáticas comerciales por el conflicto limítrofe que aún seguía abierto entre las 2 repúblicas.

## El tratado
El tratado de Puno consta de sólo ocho artículos, cuyas principales disposiciones son las siguientes:
1. Paz y amistad: Las repúblicas de Perú y Bolivia se prometen paz y amistad inalterables, olvidando los motivos que las llevaron a la guerra.
2. Renuncia a indemnizaciones: Ambas partes renuncian a cualquier derecho a indemnizaciones por los males causados durante la guerra, renunciando a toda reclamación por gastos de guerra.
3. Libertad de comercio: Se reconoce el derecho de cada país a regular sus leyes fiscales y relaciones comerciales como mejor convenga a sus intereses.
4. Olvido de compromisos: Se establece el olvido de los compromisos que hayan contraído los súbditos de ambas naciones durante la ocupación de los respectivos territorios.
5. Libertad de prisioneros: Se acuerda la libertad de los prisioneros de guerra, quienes podrán regresar a sus países de origen.
6. Retiro de tropas: El Gobierno de Bolivia retirará su ejército del territorio peruano á los ochos dias del canje del Tratado.

## Herencia
Aunque en el documento, Bolivia y Perú acordaron no tocar el tema de una unión nacional andina, en 1880 los presidentes Nicolás de Piérola y Narciso Campero iniciaron el proyecto de unión nacional de los Estados Unidos Perú-Bolivianos, aunque dicho proyecto no llegó a concretarse, el rebrote de nacionalismos de tendencia antichilena como consecuencia de los estragos de la Guerra del Pacífico volvieron a normalizar los discursos de una unificación.